# Opel Vivaro
L'Opel Vivaro è un veicolo commerciale leggero prodotto dalla casa automobilistica tedesca Opel a partire dal 2001. 
Dal 2019 è in produzione la terza generazione di tale veicolo. Le prime due generazioni furono realizzate in collaborazione con il gruppo Renault, che ne ha curato la progettazione e che lo commercializza come Renault Trafic. La terza generazione è stata invece realizzata in collaborazione con il gruppo PSA, che ne ha commercializzato anche delle versioni con marchio Peugeot, Citroën e persino con marchio Toyota, giacché anche la casa nipponica si era inserita fin dall'inizio nella progettazione del veicolo in joint-venture.

## Prima generazione (Vivaro A, 2001-2014)
La prima generazione, nota anche come Vivaro A, venne introdotta nel 2001 in sostituzione del precedente Opel Arena, anch'esso progettato e realizzato in collaborazione con la Renault e basato sul restyling del vecchio Renault Trafic di prima generazione. Rispetto al precedente modello, il design era molto più moderno e per certi versi addirittura futuristico. Caratteristico era l'andamento ondulato del tetto in corrispondenza della cabina guida, in modo da ospitare anche i conducenti di statura più alta. La versione Opel/Vauxhall si differenzia per alcuni particolari interni diversi, fra cui il volante, la radio di serie, il colore della retroilluminazione degli strumenti sul cruscotto, giallo ambra anziché rossa. In base agli accordi fra i due gruppi, della fabbricazione si è presa carico la GM, che lo produce nello stabilimento Vauxhall di Luton. Solo sul mercato britannico viene venduto come Vauxhall Vivaro. Visto il suo successo commerciale, in seguito all'acquisizione di Nissan Motor da parte di Renault, la stessa Nissan ha cominciato a commercializzarlo col nome di Nissan Primastar e a fabbricarlo anche nella sua fabbrica di Barcellona, per tutti e tre i marchi. 

### Motorizzazioni e allestimenti
Inizialmente il primo Vivaro fu previsto in due motorizzazioni, entrambe diesel e di origine Renault:
- 1.9 DI unità da 1870 cm³, ancora con alimentazione atmosferica, ma già ad iniezione diretta, sebbene non ancora di tipo common rail, e con potenza massima di 82 CV;
- 1.9 DTI: versione sovralimentata mediante turbocompressore, stessa cilindrata e tipo di alimentazione, ma con potenza massima di 100 CV.

La motorizzazione meno potente era prevista in abbinamento ad un Cambio a 5 marce, mentre la versione da 100 CV usciva di serie con un cambio manuale a 6 marce.
Per quanto riguardava gli allestimenti di carrozzeria, essi furono molteplici e riassumibili per maggior chiarezza nella seguente tabella:
| Versione              | Denominazione             | Lunghezza (mm) | Altezza (mm) | Peso senza carico (kg) | Peso totale a terra (kg) |
| --------------------- | ------------------------- | -------------- | ------------ | ---------------------- | ------------------------ |
| Furgone               | "Kastenwagen"             | 4.782          | 1.959        | 1.920 - 1.927          | 2.760 - 2.900            |
| Furgone               | "Kastenwagen"             | 5.182          | 1.959        | 1.975                  | 2.960                    |
| Furgone doppia cabina | "Doppelkabine"            | 4.782          | 1.959        | 1.920 - 1.927          | 2.760 - 2.900            |
| Furgone doppia cabina | "Doppelkabine"            | 5.182          | 1.959        | 1.975                  | 2.960                    |
| Pulmino               | "Combi" / "Tour" / "Life" | 4.782          | 1.959        | 1.920 - 1.927          | 2.760 - 2.900            |
| Pulmino               | "Combi"                   | 5.182          | 1.959        | 1.975                  | 2.960                    |
| Autocarro             | "Tief-/Hochpritsche"      | 4.782          | 1.940        | 1.920 - 1.927          | 2.760 - 2.900            |

### Carriera commerciale

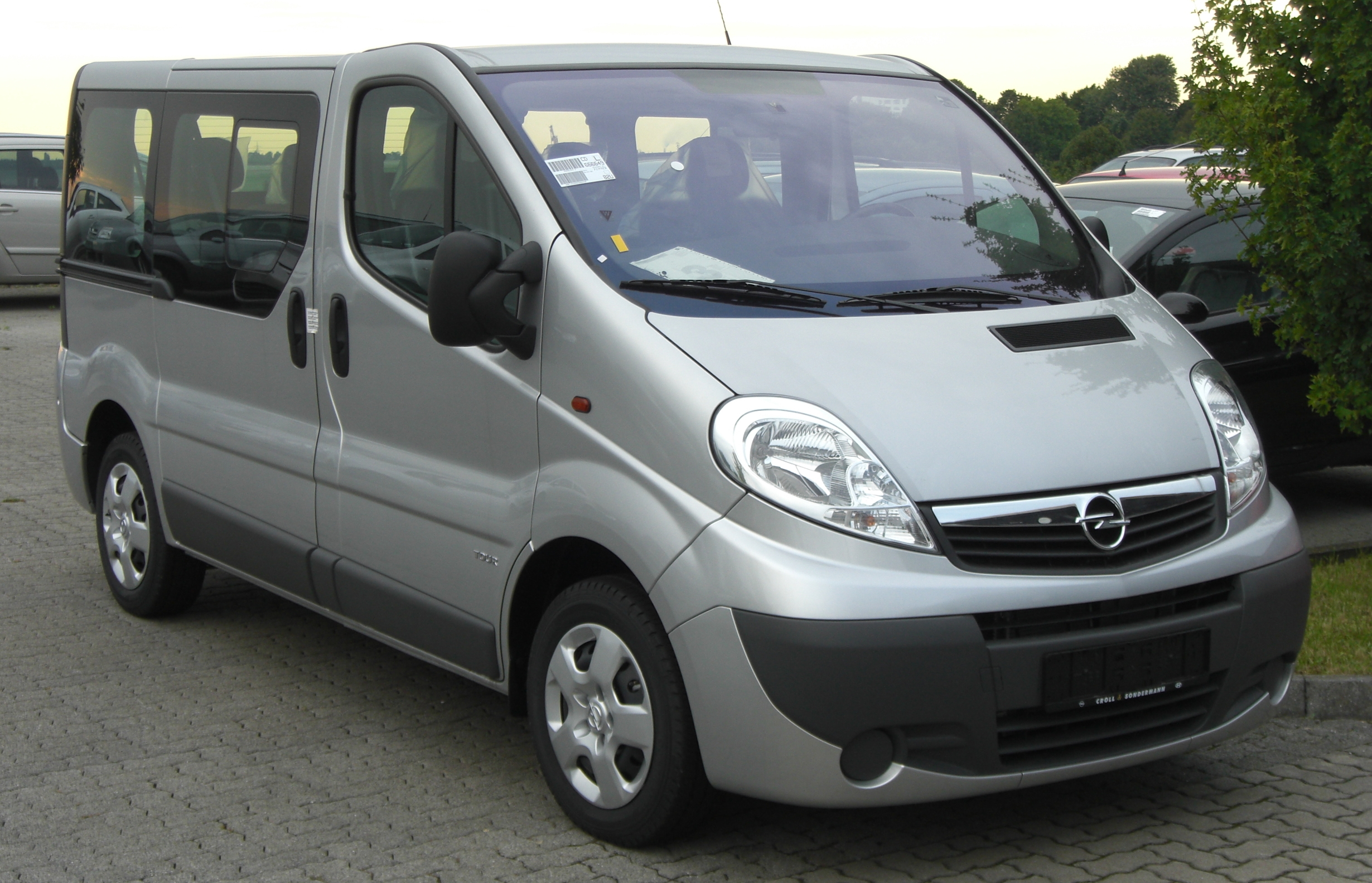
Vivaro post-restyling

Nel 2002, alle due motorizzazioni a gasolio già esistenti si aggiunse una terza motorizzazione, stavolta a benzina, e costituita da un motore da 2 litri aspirato, sempre di origine Renault ed in grado di erogare una potenza massima di 120 CV. l'anno seguente fu invece introdotta una nuova motorizzazione diesel, da 2.5 litri e con potenza massima di 135 CV. Si trattava anche in questo caso di un'unità con alimentazione ad iniezione diretta senza tecnologia common rail. Per quest'ultima fu necessario attendere fino all'anno seguente, quando i tre motori a gasolio disponibili divennero common rail ed assunsero la sigla CDTI. In particolare, la motorizzazione di base, ossia il 1.9 da 82 CV, ricevette anch'esso un turbocompressore, sebbene a bassa pressione, mantenendo così invariata la potenza massima. Anche gli altri due motori a gasolio rimasero immutati nelle loro doti di potenza massima. 
Nel 2006 vi fu un leggero restyling visibile soprattutto nella calandra e nei paraurti. In seguito al restyling, le differenze fra versione Opel e Vauxhall furono ridotte alla sola mascherina che ne incorpora il marchio. Ma le novità più significative si ebbero sottopelle, grazie all'arrivo di un nuovo 2 litri diesel disponibile nelle potenze di 90 e 114 CV, il quale sostituì i vecchi motori da 1,9 litri. Contemporaneamente, il motore di punta da 2,5 litri passò da 135 a 146 CV, mentre il 2 litri a benzina vide la sua potenza scendere leggermente (da 120 a 117 CV).
L'ultimo aggiornamento significativo per la gamma Vivaro si ebbe nel 2007 e fu l'arrivo di un 2.5 CDTI depotenziato a 114 CV che affiancò, senza mai sostituirlo, il motore 2 litri CDTI di pari potenza. A quel punto, la gamma Vivaro fu composta da quattro motorizzazioni: il 2 litri a benzina da 117 CV, il 2 litri a gasolio da 114 CV e le due varianti del 2.5 CDTI da 114 e 146 CV. Tra il 2010 e il 2011 scompariranno dal listino tutte le motorizzazioni ad eccezione del 2 litri a gasolio, che proseguirà solitario a rappresentare la gamma Vivaro fino al termine della sua carriera commerciale, nel luglio del 2014.

## Seconda generazione (Vivaro B, 2014-2019)
La seconda generazione del Vivaro, denominata anche Vivaro B, cominciò la sua carriera commerciale nell'agosto del 2014. Stilisticamente il nuovo furgone apparve come un massiccio restyling del precedente Vivaro A, dal quale si differenziò per diversi elementi ed impostazioni stilistiche. Per esempio il tetto perse la caratteristica "gobba" in corrispondenza della cabina guida ed assunse quindi un andamento più lineare. Il frontale venne completamente rivisitato con l'arrivo di nuovi gruppi ottici dal disegno più spigoloso e di una calandra di maggiori dimensioni. Ancora una volta, la progettazione e lo sviluppo del Vivaro B avvenne in collaborazione con il gruppo Renault-Nissan, ed infatti dallo stesso progetto scaturirono la terza generazione del Trafic, nonché il Nissan NV300. La produzione avvenne quasi del tutto a Luton, sia con marchio Opel che con il marchio gemello Vauxhall, tranne quella relativa alla versione a tetto rialzato, che invece ebbe luogo presso lo stabilimento Renault di Sandouville.

### Motorizzazioni e allestimenti
Quattro furono le motorizzazioni previste per il Vivaro B al suo debutto, tutte derivate da un'unica motorizzazione di base, ossia il 1.6 a gasolio di origine Renault:
- 1.6 CDTI: motore da 1598 cm³ turbodiesel common rail con potenze massime di 90 e 116 CV;
- 1.6 CDTI Biturbo: stesso motore di prima, ma con doppia sovralimentazione e con potenze massime di 120 e 140 CV.

Di seguito sono invece riepilogati gli allestimenti previsti per la gamma del Vivaro B:
| Versione                          | Lunghezza (mm) | Altezza (mm) | Passo (mm) | Peso in ordine di marcia (kg) | Peso totale a terra (kg) |
| --------------------------------- | -------------- | ------------ | ---------- | ----------------------------- | ------------------------ |
| Furgone passo corto               | 4.998          | 1.971        | 3.098      | 1.661 - 1.683                 | 2.740 - 2.760            |
| Furgone passo corto tetto alto    | 5.398          | 2.500        | 3.098      | 1.661 - 1.683                 | 2.920                    |
| Furgone passo lungo               | 5.398          | 1.971        | 3.098      | 1.691 – 1.736                 | 2.960 - 3.010            |
| Furgone passo lungo tetto alto    | 5.398          | 2.500        | 3.498      | 1.691 – 1.736                 | 2.900                    |
| Furgone doppia cabina passo corto | 4.998          | 1.971        | 3.098      | 1.805 - 1.823                 | 2.740 - 2.920            |
| Furgone doppia cabina passo lungo | 5.498          | 1.971        | 3.498      | 1.805 - 1.823                 | 2.920 - 2.948            |
| Pulmino passo corto               | 4.998          | 1.971        | 3.098      | 1.665 - 1.685                 | 2.740 - 2.960            |
| Pulmino passo lungo               | 5.398          | 1.971        | 3.498      | 1.690 - 1.740                 | 2.845 - 2.895            |

### Carriera commerciale
La carriera commerciale del Vivaro B vide solo pochissimi aggiornamenti, tutti concentrati nell'anno 2015, quando il 1.6 CDTI da 116 CV scomparve dal listino, mentre le altre tre motorizzazioni videro un aumento di potenza di 5 CV a testa. Nell'aprile del 2018 viene annunciata la fine della collaborazione tra Opel e Renault e la produzione del Vivaro B termina definitivamente nel 2019.

## Terza generazione (Vivaro C, dal 2019)
Nel 2017 la Opel e la Vauxhall vennero rilevate dal gruppo PSA, ragion per cui decadde l'accordo industriale con il gruppo Renault-Nissan. Per contro, si configurò la possibilità di derivare la nuova generazione del Vivaro dai mezzi commerciali del gruppo PSA stesso, che proprio in quel periodo stava immettendo sul mercato i suoi furgoni Peugeot Traveller e Citroën Spacetourer, progettati fra l'altro anche in collaborazione con la Toyota, che dallo stesso progetto derivò il suo furgone ProAce. Inoltre, la possibilità di rinnovare il Vivaro giunse anche in contemporanea all'esigenza di pensionare la Zafira Tourer, ormai in listino dal 2011, per sostituirla con un modello nuovo. E allora, si pensò di derivare dai già citati furgoni Peugeot e Citroën sia il nuovo Vivaro che la nuova Zafira. La terza generazione del Vivaro, nota anche come Vivaro C è stata lanciata sul mercato nel marzo del 2019 assieme alla "gemella" Zafira Life quale versione per il trasporto persone.

### Motorizzazioni e allestimenti
Tecnicamente, il Vivaro C è basato sulla medesima piattaforma modulare EMP2 degli altri modelli PSA di fascia media, la stessa su cui sono basate ad esempio le berline 308 e 508, ma anche i SUV 3008 e 5008, nonché il SUV Grandland X introdotto l'anno prima dalla Casa di Rüsselsheim in sostituzione della vecchia Antara. Tale pianale, allungabile ed allargabile a piacimento, consente un sensibile risparmio di peso. Al suo debutto, il Vivaro C viene previsto in cinque varianti motoristiche turbodiesel common rail, tutte di origine PSA e basate su due unità motrici:
- 1.5 D: motore DV5 da 1499 cm³ con potenza massima di 120 CV;
- 2.0 D: motore DW10 da 2000 cm³ con potenze massime di 140 e 180 CV.
- Elettrico: motore elettrico da 136 CV (100 KW) e batterie da 50 o 75 KWh denominato Vivaro-e e Zafira-e Life

Due invece sono le varianti di trasmissione: mentre la versione di punta da 180 CV è abbinata a un cambio automatico ad 8 rapporti, le altre motorizzazioni vengono invece accoppiate ad un cambio manuale a 6 marce.
La gamma relativa agli allestimenti di carrozzeria si compone di tre varianti di carrozzeria (Cargo, ossia il furgone puro e semplice, il furgone a doppia cabina e la versione Kombi, ossia con possibilità di trasportare passeggeri o merci), in due varianti di passo, ma in tre varianti di lunghezza del corpo vettura (S, M ed L), poiché la versione lunga (L) vanta anche uno sbalzo posteriore più pronunciato. Non tutte queste varianti di carrozzeria sono abbinabili con qualsiasi motorizzazione:
In alcuni mercati europei il Vivaro C viene proposto anche come telaio nudo da carrozzere ed allestire a seconda delle esigenze del cliente.

### Evoluzione
La produzione del Vivaro C ha luogo nello stabilimento inglese di Luton, dove viene prodotto sia con marchio Opel che con marchio Vauxhall. Inoltre, viene prodotto anche nello stabilimento PSA di Kaluga, in Russia: gli esemplari qui prodotti vengono però destinati solo al mercato locale.
Dall’estate 2020 viene proposto in Europa anche in versione a trazione integrale sviluppata da Dangel. Nel novembre dello stesso anno, il 2 litri diesel viene proposto anche con potenza massima di 144 CV.
Dal 2021 l'Opel Vivaro-e diventa anche Vivaro-e Hydrogen per alcuni mercati adottando un sistema fuel-cell in grado di arrivare fino a un'autonomia di 400 km.
Dal 2022 la Zafira Life è offerta solo in variante 100% elettrica con gli stessi motori del Vivaro-e, abbandonando così i motori termici.

### Versioni elettriche

#### LaVivaro-e

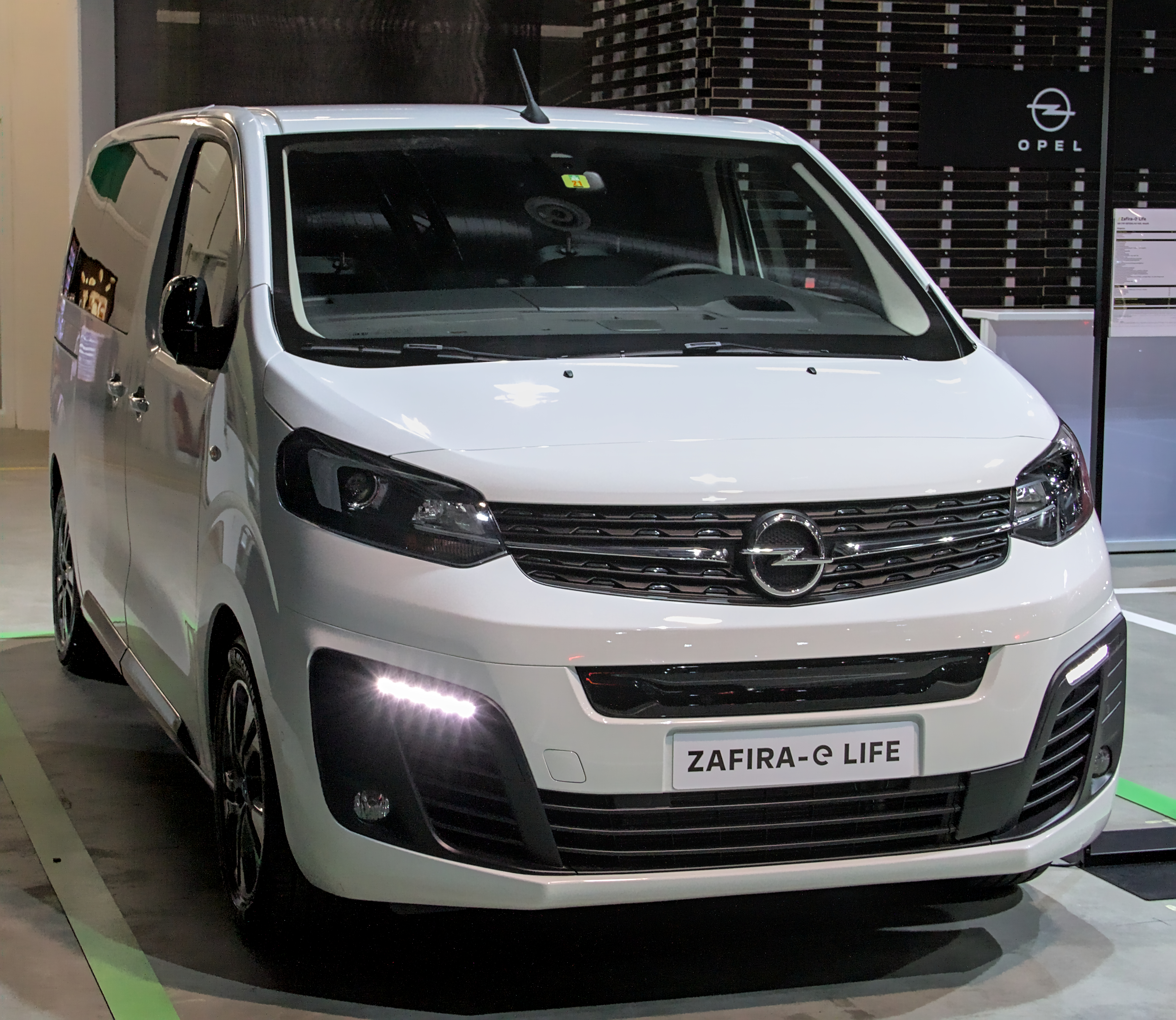
La Vivaro-e

A partire dalla fine dell'estate del 2020 diviene ordinabile anche la versione elettrica, denominata Vivaro-e ed equipaggiata con un motore elettrico da 136 CV, alimentato mediante un pacco batterie disponibile a scelta nei formati da 50 o 75 kWh. Di conseguenza, l'autonomia varia tra i 230 e i 330 km, a seconda del pacco batterie scelto. Lo stesso motore può funzionare secondo tre logiche differenti: Eco, in grado di limitare la potenza massima ad 82 CV; Normal, fino a 109 CV e Power fino a 136 CV. La strumentazione del Vivaro-e differisce da quella degli altri Vivaro per la grafica dedicata e per il fatto di incorporare nel sistema multimediale alcune funzioni in grado di aiutare, per esempio, a trovare la più vicina stazione di ricarica. Gli ordini per il Vivaro-e  hanno cominciato ad essere raccolti durante l’estate del 2020. Anche il Vivaro-e viene commercializzato nel Regno Unito con il marchio Vauxhall e prodotto anche nella versione destinata unicamente al trasporto passeggeri, denominato Zafira-e Life (con entrambi i marchi).

#### LaVivaro-e Hydrogen
Alla fine del 2021 viene introdotta la Vivaro-e Hydrogen, caratterizzata dalla propulsione a idrogeno: il suo motore elettrico si avvale di una cella di combustibile a 45 kWh alimentata da tre bombole in fibra di carbonio con pressione di 700 bar. Grazie a questo sistema il motore elettrico eroga una potenza massima di 136 CV, garantendo un'autonomia di 400 km.

### Riepilogo caratteristiche
| Opel Vivaro C (dal 2019) |          |                               |               |                                           |                |               |                       |                      |              |                     |                    |                      |                    |
| Modello                  | Versione | Motore                        | Cilindrata    | Alimentazione                             | Potenza CV/rpm | Coppia Nm/rpm | Trazione              | Cambio/ Nº rapporti  | Velocità max | Acceler. 0–100 km/h | Consumo (l/100 km) | Emissioni CO2 (g/km) | Anni di produzione |
| Versioni a gasolio       |          |                               |               |                                           |                |               |                       |                      |              |                     |                    |                      |                    |
| 1.5 Diesel (102 CV)      | M        | DV5RD                         | 1499          | Turbodiesel iniezione diretta common rail | 102/3500       | 270/1600      | Anteriore             | Manuale 6 marce      | 160          | -                   | 5,2                | 137                  | dal 03/2019        |
| 1.5 Diesel (120 CV)      | S        | DV5RC                         | 1499          | Turbodiesel iniezione diretta common rail | 120/3500       | 300/1750      | Anteriore             | Manuale 6 marce      | 172          | 12"                 | 4,8                | 127                  | dal 03/2019        |
| 1.5 Diesel (120 CV)      | M        | DV5RC                         | 1499          | Turbodiesel iniezione diretta common rail | 120/3500       | 300/1750      | Anteriore             | Manuale 6 marce      | 172          | 12"                 | 4,8                | 128                  | dal 03/2019        |
| 1.5 Diesel (120 CV)      | L        | DV5RC                         | 1499          | Turbodiesel iniezione diretta common rail | 120/3500       | 300/1750      | Anteriore             | Manuale 6 marce      | 172          | 12"                 | 4,8                | 127                  | dal 03/2019        |
| 2.0 Diesel (122 CV)      | S        | DW10FE                        | 1997          | Turbodiesel iniezione diretta common rail | 122/3750       | 340/2000      | Anteriore             | Manuale 6 marce      | 185          | 15"5                | 7,2                | 189                  | dal 03/2019        |
| 2.0 Diesel (122 CV)      | M        | DW10FE                        | 1997          | Turbodiesel iniezione diretta common rail | 122/3750       | 340/2000      | Anteriore             | Manuale 6 marce      | 185          | 15"5                | 7,4                | 192                  | dal 03/2019        |
| 2.0 Diesel (122 CV)      | L        | DW10FE                        | 1997          | Turbodiesel iniezione diretta common rail | 122/3750       | 340/2000      | Anteriore             | Manuale 6 marce      | 185          | 15"5                | 7,4                | 192                  | dal 03/2019        |
| 2.0 Diesel (144 CV)      | S        | DW10                          | 1997          | Turbodiesel iniezione diretta common rail | 144/3750       | 340/2000      | Anteriore             | Manuale 6 marce      | 185          | 15"5                | 7,2                | 189                  | dal 03/2019        |
| 2.0 Diesel (144 CV)      | M        | DW10                          | 1997          | Turbodiesel iniezione diretta common rail | 144/3750       | 340/2000      | Anteriore             | Manuale 6 marce      | 185          | 15"5                | 1.710              | 7,4                  | dal 03/2019        |
| 2.0 Diesel (144 CV)      | L        | DW10                          | 1997          | Turbodiesel iniezione diretta common rail | 144/3750       | 340/2000      | Anteriore             | Manuale 6 marce      | 185          | 15"5                |                    | 7,4                  | dal 03/2019        |
| 2.0 Diesel (150 CV)      | S        | DW10FD                        | 1997          | Turbodiesel iniezione diretta common rail | 150/4000       | 370/2000      | Anteriore             | Manuale 6 marce      | 170          | 11"                 | 5,3                | 139                  | dal 03/2019        |
| 2.0 Diesel (150 CV)      | M        | DW10FD                        | 1997          | Turbodiesel iniezione diretta common rail | 150/4000       | 370/2000      | Anteriore             | Manuale 6 marce      | 170          | 11"                 | 5,5                | 143                  | dal 03/2019        |
| 2.0 Diesel (150 CV)      | L        | DW10FD                        | 1997          | Turbodiesel iniezione diretta common rail | 150/4000       | 370/2000      | Anteriore             | Manuale 6 marce      | 170          | 11"                 | 5,5                | 145                  | dal 03/2019        |
| 2.0 Diesel (177 CV)      | S        | DW10FC                        | 1997          | Turbodiesel iniezione diretta common rail | 177/3750       | 400/2000      | Automatico 8 rapporti | Manuale 6 marce      | 185          | 8"8                 | 6,1                | 162                  | dal 03/2019        |
| 2.0 Diesel (177 CV)      | M        | DW10FC                        | 1997          | Turbodiesel iniezione diretta common rail | 177/3750       | 400/2000      | Automatico 8 rapporti | Manuale 6 marce      | 185          | 8"8                 | 6,1                | 162                  | 03/2019-12/2021    |
| 2.0 Diesel (177 CV)      | L        | DW10FC                        | 1997          | Turbodiesel iniezione diretta common rail | 177/3750       | 400/2000      | Automatico 8 rapporti | Manuale 6 marce      | 185          | 8"8                 | 6,1                | 162                  | 03/2019-12/2021    |
| Versioni elettriche      |          |                               |               |                                           |                |               |                       |                      |              |                     |                    |                      |                    |
| Modello                  | Versione | Motore                        | Batteria      | Capacità (kWh)                            | Potenza CV/rpm | Coppia Nm/rpm | Trazione              | Cambio/ Nº rapporti  | Velocità max | Acceler. 0–100 km/h | Consumo (Wh/km)    | Autonomia (km)       | Anni di produzione |
| 50 kWh                   | S        | Sincrono a magneti permanenti | Ioni di litio | 50                                        | 136            | 260           | Anteriore             | Riduttore monomarcia | 130          | 13"1                | 25,1               | 225                  | dal 10/2020        |
| 50 kWh                   | M        | Sincrono a magneti permanenti | Ioni di litio | 50                                        | 136            | 260           | Anteriore             | Riduttore monomarcia | 130          | 13"1                | 25,1               | 225                  | dal 10/2020        |
| 50 kWh                   | L        | Sincrono a magneti permanenti | Ioni di litio | 50                                        | 136            | 260           | Anteriore             | Riduttore monomarcia | 130          | 13"1                | 25,1               | 225                  | dal 10/2020        |
| 75 kWh                   | M        | Sincrono a magneti permanenti | Ioni di litio | 75                                        | 136            | 260           | Anteriore             | Riduttore monomarcia | 130          | 13"1                | 26,7               | 322                  | dal 10/2020        |
| 75 kWh                   | L        | Sincrono a magneti permanenti | Ioni di litio | 75                                        | 136            | 260           | Anteriore             | Riduttore monomarcia | 130          | 13"1                | 26,7               | 322                  | dal 10/2020        |
| Hydrogen                 | M        | Motore elettrico a fuel cell  | Ioni di litio | 10,5                                      | 136            | 260           | Anteriore             | Riduttore monomarcia | 130          | -                   | -                  | 400                  | dal 12/2021        |
| Hydrogen                 | L        | Motore elettrico a fuel cell  | Ioni di litio | 10,5                                      | 136            | 260           | Anteriore             | Riduttore monomarcia | 130          | -                   | -                  | 400                  | dal 12/2021        |